# Confederació de Targowica
La Confederació de Targowica  (en polonès  Konfederacja targowicka ) va ser una confederació formada per magnats de la República de les Dues Nacions (Polònia i Lituània) el 27 d'abril de 1792, a Sant Petersburg, amb el suport de l'emperadriu Caterina II de Rússia. La confederació s'oposava a la Constitució del 3 de maig, en particular als articles que limitaven els privilegis de la noblesa. L'acta de fundació de la confederació va ser escrita per Vassili Popov, cap d'estat major del príncep Grigori Potiomkin. Se suposa que aquesta acta va ser proclamada a la petita ciutat de Targowica (ara Província de Kirovohrad, a Ucraïna) el 14 de maig de 1792. Quatre dies més tard, dos exèrcits russos envaïen la República de les Dues Nacions sense cap declaració de guerra.
Els homes de la confederació de Targowica van derrotar les forces lleials a la República de les Dues Nacions i al rei Estanislau II Poniatowski en la Guerra russopolonesa de 1792. Com a conseqüència, el rei, Poniatowski, es va unir formalment a la confederació. La seva victòria va propiciar la segona partició de Polònia i va posar els fonaments de la tercera partició i dissolució definitiva de l'estat polonès i lituà. 

El mot "targowiczanin", com s'anomenava als membres de la confederació, va esdevenir un epítet despectiu en la política polonesa, amb el significat de "traïdor estúpid", i encara s'empra actualment.